# Eve Brent
Eve Brent (de son nom de naissance Jean Ewers) est une actrice américaine née le 11 septembre 1929 à Houston, Texas et morte le 27 août 2011 à Los Angeles. Elle utilisa régulièrement le pseudonyme de Jean Lewis.

## Filmographie partielle

### Cinéma
- 1957 : Quarante tueurs
- 1968 : Un shérif à New York (non créditée)
- 1970 : Airport (non créditée)
- 1971 : Un singulier directeur
- 1977 : Le Bison blanc
- 1980 : Fondu au noir
- 1984 : Les Moissons du printemps
- 1989 : Les Experts (The Experts)
- 1999 : La Ligne verte
- 2004 : Garfield (voix)
- 2008 : L'Étrange Histoire de Benjamin Button (non créditée)

### Télévision
- 1961-1968 : The Red Skelton Show
- 1985-1989 : Les Routes du paradis

## Distinctions

### Récompenses
- Saturn Award :
  - Saturn Award de la meilleure actrice dans un second rôle 1981 (Fondu au noir)